# リカルド・ノイル
リカルド・ダニエル・ノイル・メジェル（Ricardo Daniel Noir Meyer, 1987年2月26日 - ）は、アルゼンチン・エントレ・リオス州ビジャ・エリサ出身のサッカー選手。CAベルグラーノ所属。ポジションはFW。

## 経歴
8歳からボカ・ジュニアーズの下部組織に所属していた。2008年5月17日、ラシン・クラブ戦でデビューした。この試合で初得点も決めた。2016年7月16日、ラシンからカンペオナート・スコシアバンクのCDウニベルシダ・カトリカに1年間の期限付き移籍をすることが発表された。

## タイトル
ボカ・ジュニアーズ
- レコパ・スダメリカーナ : 2008
- プリメーラ・ディビシオン : 2008アペルトゥーラ

バンフィエルド
- プリメーラB・ナシオナル : 2014

カトリカ
- スーペルコパ・デ・チレ（英語版） : 2016